# Jean-Jacques Laitem
Jean-Jacques Laïtem est né le 4 février 1957 à La Bassée dans le département du Nord.
Ancien footballeur français, il est formé à l'U.S. Valenciennes-Anzin où il fait ses débuts professionnels en 1977. 

## Carrière de joueur
| Clubs                   | Périodes  | Divisions           |
| U.S. Valenciennes-Anzin | 1977-1978 | Division 1          |
| U.S. Valenciennes-Anzin | 1978-1979 | Division 1          |
| U.S. Valenciennes-Anzin | 1979-1980 | Division 1          |
| C.S. Thonon             | 1980-1981 | Division 2 Groupe A |
| U.S. Valenciennes-Anzin | 1981-1982 | Division 1          |
| U.S. Valenciennes-Anzin | 1982-1983 | Division 2 Groupe A |
| U.S. Valenciennes-Anzin | 1983-1984 | Division 2 Groupe B |